# OM (album)
OM è un concept album pubblicato dalla band black metal Negură Bunget nel 2006.

## Tracce

### CD
1. "Ceasuri Rele (intro)" – 3:07 (Dark Times)
2. "Țesarul De Lumini" – 12:49 (Weaver of Lights)
3. "Primul OM" – 4:22 (First Human)
4. "Cunoașterea Tăcută" – 7:13 (Silenced Knowledge)
5. "Înarborat" – 6:22 ('Rooted)
6. "Dedesuptul" – 6:39 (Underneath)
7. "Norilor" – 3:00 (To the Skies)
8. "De Piatră" – 5:36 (Of Stone)
9. "Cel Din Urmă Vis" – 10:04 (The Final Illusion)
10. "Hora Soarelui" – 5:56 (Sun's 'Hora' Round Dance)
11. "Al Doilea OM (outro)" – 2:04 (The Second OM)

### DVD (limited edition)
1. "Cunoașterea tăcută" - clip - (filmed in Retezat, Bucegi and Făgăraș Mountains)
2. "Norilor" - clip
3. "Primul OM" - slideshow
4. "III" - live clip (filmed in Barossel)
5. "Văzduh" - clip (remixed/remastered) - (filmed in Apuseni Mountains)
6. "Bruiestru" - live in Bucureşti, Studio Rock, May 2003
7. "IIII" - live in Zella Menhis, Shadow from the East Tour, April 2004
8. "Wordless Knowledge" - live in Munchen, OM Tour, November 2005
9. "Negură Bunget" - interview, February 2006

## Formazione
- Hupogrammos Disciple - chitarra, voce, basso, tastiere
- Negru - batteria
- Sol'Faur Spurcatu - chitarra, basso, voce